# V.League Top Match 2007 (femminile)
Il V.League Top Match di pallavolo femminile 2007 si è svolto dal 28 al 29 aprile 2007: al torneo hanno partecipato due squadre di club giapponesi e due squadre di club sudcoreane; la vittoria finale è andata per la seconda volta alle Hisamitsu Springs.

## Regolamento
La competizione prevede che vi prendano parte 4 squadre: 2 provenienti dalla V-League sudcoreana e due provenienti dalla V.Premier League giapponese. È previsto un round-robin nel quale però non si scontrano le formazioni provenienti dallo stesso campionato. Ogni vittoria vale un punto. Vince la squadra che ottiene più vittorie, ma, in caso di arrivo a pari punti, viene preso in considerazione prima il quoziente punti e poi, eventualmente, il quoziente set.

## Partecipanti
- Hisamitsu Springs
- Pink Spiders
- JT Marvelous
- Hyundai Green Fox

## Torneo

### Risultati
| 28 aprile 2007 Osaka Prefectural Gymnasium, Osaka Durata: 1h:12 - Spettatori: ? | Hyundai Green Fox | 0 - 3 | Hisamitsu Springs | 14-25, 16-25, 13-25              |
| 28 aprile 2007 Osaka Prefectural Gymnasium, Osaka Durata: 1h:24 - Spettatori: ? | Pink Spiders      | 1 - 3 | JT Marvelous      | 18-25, 18-25, 25-17, 20-25       |
| 29 aprile 2007 Osaka Prefectural Gymnasium, Osaka Durata: 1h:38 - Spettatori: ? | Hyundai Green Fox | 2 - 3 | JT Marvelous      | 15-25, 25-22, 25-23, 16-25, 7-15 |
| 29 aprile 2007 Osaka Prefectural Gymnasium, Osaka Durata: 1h:05 - Spettatori: ? | Pink Spiders      | 0 - 3 | Hisamitsu Springs | 13-25, 18-25, 25-27              |

### Classifica
| Pos. | Squadra           | Pt | G | V | P | SV | SP | Ratio | PF  | PS  | Ratio |
| ---- | ----------------- | -- | - | - | - | -- | -- | ----- | --- | --- | ----- |
| 1.   | Hisamitsu Springs | 2  | 2 | 2 | 0 | 6  | 0  | MAX   | 152 | 99  | 1.535 |
| 2.   | JT Marvelous      | 2  | 2 | 2 | 0 | 6  | 3  | 2.000 | 202 | 169 | 1.195 |
| 3.   | Pink Spiders      | 0  | 2 | 0 | 2 | 2  | 6  | 0.333 | 131 | 185 | 0.708 |
| 4.   | Hyundai Green Fox | 0  | 2 | 0 | 2 | 1  | 6  | 0.166 | 137 | 169 | 0.810 |